# Бейсенов, Баримбек Сарсенович
Баримбек Сарсенович Бейсенов (11 декабря 1923, а. Саудакент Сарысуского района Жамбылской области — 26 сентября 1997, Алма-Ата) — казахстанский юрист, кандидат юридических наук (1963), профессор (1981), генерал-майор юстиции (1972). Теоретик и практик уголовного права.

## Биография
Один из организаторов Карагандинской высшей школы милиции. В 1969—1985 годах начальник этого учебного заведения, позже преподаватель Алматинского филиала. Являлся членом МВД, Верховного суда, Республиканской прокуратуры, Конституционного суда, научно-консультативного совета. Вице-президент Республиканской ассоциации работников права. Участвовал в разработке УК республики.
Труды по криминалистике, борьбе с преступностью.
Награждён орденами Отечественной войны 1-й степени, «Дружбы народов».

## Память
Постановлением Правительства РК в 2001 году Карагандинской академии МВД РК было присвоено имя Баримбека Бейсенова.

## Сочинения
- Проблемы борьбы с преступностью, связанной с алкоголизмом. — А.-А.. 1977.
- Алкоголизм: проблемы криминологии и уголовного права. — М., 1981.
- Закон о логике и логика о законе. — А., 1990.